# Stérna (ort i Grekland, Östra Makedonien och Thrakien)
Stérna är en ort i Grekland.   Den ligger i prefekturen Nomós Évrou och regionen Östra Makedonien och Thrakien, i den nordöstra delen av landet, 500 km nordost om huvudstaden Aten. Stérna ligger 51 meter över havet och antalet invånare är 815.
Terrängen runt Stérna är platt. Runt Stérna är det ganska tätbefolkat, med 52 invånare per kvadratkilometer. Närmaste större samhälle är Orestiáda, 9,1 km sydost om Stérna. Trakten runt Stérna består till största delen av jordbruksmark.